# Haris Memiç
Haris Memiç (* 26. März 1995 in Winterswijk) ist ein niederländischer Fußballspieler.

## Karriere
Memiç spielte bis 2012 in der Jugend von BV De Graafschap. Zwischen 2012 und 2014 spielte er daraufhin für die Reservemannschaft des Vereins. Zur Saison 2014/15 wechselte er zum Zweitligisten FC Oss. Sein Debüt in der Eerste Divisie gab er im August 2014, als er am ersten Spieltag jener Saison gegen den FC Volendam in der 68. Minute für Joep van den Ouweland eingewechselt wurde. Bis Saisonende kam er zu zwei Einsätzen für Oss in der zweithöchsten niederländischen Spielklasse.
Zur Saison 2015/16 wechselte Memiç zum fünftklassigen RKVV DESO. Nach einem halben Jahr bei RKKV DESO wechselte er im Januar 2016 in die Slowakei zum Zweitligisten FK Dukla Banská Bystrica. Für Dukla Banská Bystrica absolvierte er bis Saisonende neun Spiele.
Nach einem Jahr bei Dukla Banská Bystrica wechselte er im Januar 2017 zum ebenfalls zweitklassigen MFK Lokomotíva Zvolen. Bis zu seinem Abgang in der Winterpause der Saison 2017/18 absolvierte er 20 Spiele für Zvolen in der 2. Liga.
Nach einem halben Jahr ohne Verein kehrte Memiç zur Saison 2018/19 in die Niederlande zurück und wechselte zum drittklassigen FC Lienden.
Nach der Hinrunde der Saison 2019/20 unterschrieb Memiç beim polnischen Zweitligisten Bytovia Bytów. Vor der Rückrunde der Saison 2020/21 wechselte er innerhalb der I. Liga zu Arka Gdynia. Mit diesem Klub erreichte er das polnische Pokalfinale 2021.